# Christ ist erstanden

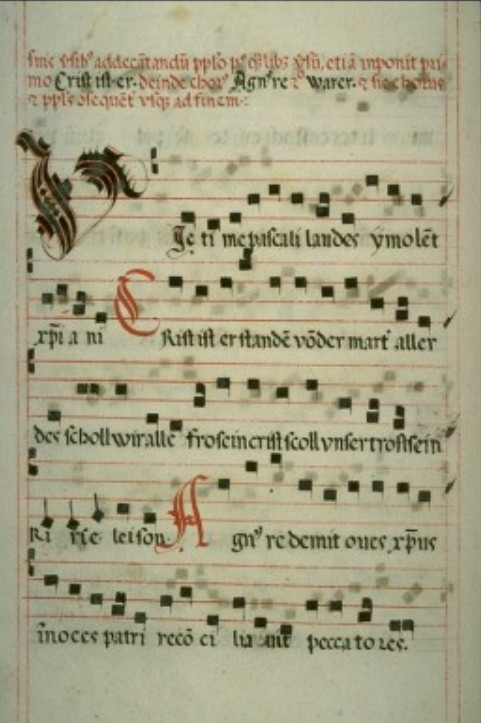
Manuscrit illuminé dans les Victimæ paschali laudes.

Christ ist erstanden (en allemand Christ est ressuscité) est un hymne allemand de Pâques et est probablement la plus ancienne chanson liturgique chrétienne allemande. Il a inspiré la musique de compositeurs tels Heinrich Schütz ou Johann Sebastian Bach (respectivement des XVIIe et XVIIIe siècles) et de compositeurs plus modernes, et parait dans plusieurs livres de chants, y compris dans les hymnaire allemands catholiques et protestants actuels. Le texte a également été traduit en anglais par Catherine Winkworth. Christ ist erstanden a également inspiré Martin Luther à écrire Christ lag in Todesbanden, qui partage certains aspects de la mélodie.

## Texte
Christ ist erstanden

von der Marter alle!

Des solln wir alle froh sein,

Christ soll unser Trost sein.

Kyrioleis.

Wär er nicht erstanden,

so wär die Welt vergangen.

Seit daß er erstanden ist,

so freut sich alles, was da ist.

Kyrioleis.

Alleluja,

alleluja,

alleluja!

Des solln wir alle froh sein,

Christ soll unser Trost sein.

Kyrioleis.